# L'Imperméable
L'Imperméable est le nom de la première montre de poche étanche inventée à la fin du XIXe siècle et produite par la compagnie Alcide Droz & Fils.

## Définition de l'étanchéité
La définition d'étanchéité est la suivante : En horlogerie, l'étanchéité d'une montre est définie par sa résistance à la pression. Les fabricants indiquent le plus souvent le degré d'étanchéité en mètres (m), pieds (ft) ou atmosphères (atm). Les montres portant la désignation « étanche », avec ou sans indication de surpression, doivent être conformes et avoir subi avec succès les tests prévus à la norme ISO-22810. Ces montres sont destinées à une utilisation quotidienne courante et doivent résister à l'eau durant des exercices tels que la nage de courte durée. Elles peuvent être employées dans des conditions de variations de pressions d'air ou d'eau et de température.

## Historique
C'est en 1883 que l’entreprise Alcide Droz & Fils, une entreprise d’horlogerie établie à St-Imier (Berne) qui deviendra plus tard la West End Watch Co., fait breveter au Royaume-Uni la première montre étanche qu'ils appelèrent « L'Imperméable ».
Ils ont eu l'idée de placer un joint d'étanchéité dans la couronne de remontoir, qui est vissée sur le pendant. « L'Imperméable » est née : c'est la toute première montre étanche, destinée surtout à protéger le mouvement de la poussière et de l'humidité.
Cette montre est actuellement exposée au Musée International de l'Horlogerie à La Chaux-de-Fonds.

## Articles parus
- Paragraphe « Étanchéité » du pdf sur l'exposition Point d'eau, visible au Musée International de l'Horlogerie[3].